# ليزا هوبر
ليزا هوبر (بالإنجليزية: Liza Huber)‏ هي عارضة وممثلة أمريكية، ولدت في 22 فبراير 1975 في لونغ آيلند في الولايات المتحدة.

## أعمال

### مسلسلات
- باشينز

## وصلات خارجية
- ليزا هوبر على موقع IMDb (الإنجليزية)
- ليزا هوبر على موقع ألو سيني (الفرنسية)
- ليزا هوبر على موقع قاعدة بيانات الفيلم (الإنجليزية)
- ليزا هوبر على موقع كينوبويسك (الروسية)